# Istmo de Ofqui
El istmo de Ofqui es un estrecho istmo que conecta la península de Taitao con la zona continental, en la Región Aysén del General Carlos Ibáñez del Campo, Chile.

## Descripción
Limita por el sur con el golfo de Penas, al norte con la laguna de San Rafael, al oeste con la península de Taitao y al este con los Campos de Hielo Norte.
Geográficamente, el istmo de Ofqui marca el fin de la Depresión Intermedia (que se  sumerge en el seno de Reloncaví) y junto con los alrededores del río Témpanos forman la única porción de depresión intermedia que posee la Región de Aysén. Geológicamente representa el final de la falla Liquiñe-Ofqui y además, se ubica cerca la triple unión entre las placas Sudamericana, de Nazca y Antártica.

## Historia
Existe evidencia histórica de que el istmo de Ofqui ha sido utilizado como paso desde tiempos remotos, en bote siguiendo los ríos San Tadeo y Negro. Las tribus de Chonos, Alacalufes y náufragos como el célebre John Byron, a la sazón guardiamarina en la fragata Wager, que naufragó al sur del golfo de penas, el 14 de mayo de 1741, lo hicieron en piraguas indígenas sobre envaralados en la lengua de tierra. Junto a él estaba el capitán de Royal Marines John Augustine Evans, que se quedaría en Chile dando origen a una larga familia, transliterando su apellido a Ibáñez. Dentro de sus descendientes está el dos veces presidente de Chile, Carlos Ibáñez del Campo.

Los indios preferían a menudo estos trayectos [los pasos]: el más conocido de los cuales en los archipiélagos del Oeste era el del istmo de Ofqui, entre el golfo Elefantes y el golfo de Penas. Permitía evitar la temible travesía de este último, imposible para embarcaciones menores, sobre todo en torno a la península Tres Montes
  J. Emperaire

En varias oportunidades se ha intentado hacer una vía navegable a través del istmo, para obviar la navegación por el golfo de Penas. En 1862, fue enviado con objetivos similares el Comandante Francisco Vidal Gormaz quien recorrió intensamente el litoral aisenino y coincidió con lo que indicara Hudson, amén de profetizar la excelencia de ese territorio para la producción de carne, la agricultura y la minería. Lo mismo señaló Enrique Simpson Baeza, Comandante de la corbeta Chacabuco, luego de sus exploraciones y levantamientos hidrográficos en Aysén, entre 1870 y 1874. Sin embargo, y en cuanto al tema que ahora nos concentra, cabe destacar la expedición de la Cañonera Pilcomayo, al mando del Capitán de Fragata Guillermo García Huidobro, que en 1905 tuvo la tarea de hacer el levantamiento hidrográfico de los accesos a la Laguna San Rafael y del río San Tadeo, lo que le permitió surcar los ríos Negro y Lucac con tres chalupas y de esa forma, atravesar el istmo de Ofqui, cuya apertura recomendó en su parte de viaje. En 1935, el presidente Arturo Alessandri asumió finalmente la decisión de que se abriera el Istmo de Ofqui, considerándolo entonces como una obra estratégica de gran importancia. Se importó una pala mecánica gigantesca desde Alemania, la que al llegar, estando mal estibada, cayó al mar perdiéndose.

## Actualidad
Existen variados proyectos de crecimiento dentro del Istmo, entre los que descuella la mentada vía fluvial.